# Paul-Pierre Philippe
Paul-Pierre Philippe (Parigi, 16 aprile 1905 – Roma, 9 aprile 1984) è stato un cardinale francese.

## Biografia
Nacque a Parigi il 16 aprile 1905. Domenicano, fu ordinato presbitero nel 1932.
Nel 1955 Pio XII lo nominò commissario della Congregazione del Sant'Uffizio. Papa Giovanni XXIII, invece, lo nominò segretario della Congregazione per i Religiosi nel 1959.
Partecipò a tutte le sessioni del Concilio Vaticano II. Fu segretario della Congregazione per la Dottrina della Fede dal 29 giugno 1967 al 6 marzo 1973.
Papa Paolo VI lo elevò al rango di cardinale nel concistoro del 5 marzo 1973. Successivamente nello stesso anno fu nominato prefetto della Congregazione per le Chiese orientali, carica che ricoprirà fino al 27 giugno 1980.
Ricoprì l'incarico di patrono del Sovrano militare ordine di Malta dal novembre 1978 fino alla morte.
Partecipò in qualità di cardinale elettore ai conclavi dell'agosto e dell'ottobre 1978. Morì il 9 aprile 1984 all'età di 78 anni.

## Genealogia episcopale e successione apostolica
La genealogia episcopale è:
- Cardinale Scipione Rebiba
- Cardinale Giulio Antonio Santori
- Cardinale Girolamo Bernerio, O.P.
- Arcivescovo Galeazzo Sanvitale
- Cardinale Ludovico Ludovisi
- Cardinale Luigi Caetani
- Cardinale Ulderico Carpegna
- Cardinale Paluzzo Paluzzi Altieri degli Albertoni
- Papa Benedetto XIII
- Papa Benedetto XIV
- Papa Clemente XIII
- Cardinale Bernardino Giraud
- Cardinale Alessandro Mattei
- Cardinale Pietro Francesco Galleffi
- Cardinale Filippo de Angelis
- Cardinale Amilcare Malagola
- Cardinale Giovanni Tacci Porcelli
- Papa Giovanni XXIII
- Cardinale Paul-Pierre Philippe, O.P.

La successione apostolica è:
- Arcivescovo Domenico Caloyera, O.P. (1979)